# Kuma he (single)
Kuma he (of ook wel Kuma hé) is de eerste single van het album Kuma he van de meidengroep K3. De single kwam uit op 27 juni 2005.
De hoogste positie in Nederland in de Single Top 100 was plaats nummer 1 en stond 18 weken in de Single Top 100 waarvan 4 weken op positie nummer 1. Hiermee hadden de meisjes hun derde nummer 1-hit te pakken. De hoogste positie in België in de Ultratop 50 was plaats nummer 2 en stond 20 weken in de Ultratop 50.
Aangezien de muziekvideo van Kuma hē een Afrikaanse savannesmaak heeft, en tijdens het zingen van die woorden de meisjes wenkende gebaren maken om te komen, ontstaat de impressie dat de naam Kuma hē inderdaad de betekenis heeft van 'kom hier' in een of andere Afrikaanse taal. Ofschoon deze betekenis door Karen in een vraaggesprek bevestigd werd, vertelde zij ook dat de zogenaamde taal zelf een verzinsel was, Kadriaans noemde zij het.
Ook bestaat er een Duitse versie van Kuma hē van de Duitse meidengroep Wir 3 en is er een Zuid-Afrikaanse variant van Willem Botha genaamd "Ko ma hier".

## Tracklist
1. Kuma he (3:30)
2. Kuma he (instrumentaal) (3:30)

## Hitnoteringen
| Kuma He in de Nederlandse Top 40 - binnen: 9 juli 2005 | Kuma He in de Nederlandse Top 40 - binnen: 9 juli 2005 | Kuma He in de Nederlandse Top 40 - binnen: 9 juli 2005 | Kuma He in de Nederlandse Top 40 - binnen: 9 juli 2005 | Kuma He in de Nederlandse Top 40 - binnen: 9 juli 2005 | Kuma He in de Nederlandse Top 40 - binnen: 9 juli 2005 | Kuma He in de Nederlandse Top 40 - binnen: 9 juli 2005 | Kuma He in de Nederlandse Top 40 - binnen: 9 juli 2005 | Kuma He in de Nederlandse Top 40 - binnen: 9 juli 2005 | Kuma He in de Nederlandse Top 40 - binnen: 9 juli 2005 | Kuma He in de Nederlandse Top 40 - binnen: 9 juli 2005 |
| Week                                                   | 1                                                      | 2                                                      | 3                                                      | 4                                                      | 5                                                      | 6                                                      | 7                                                      | 8                                                      | 9                                                      |                                                        |
| ------------------------------------------------------ | ------------------------------------------------------ | ------------------------------------------------------ | ------------------------------------------------------ | ------------------------------------------------------ | ------------------------------------------------------ | ------------------------------------------------------ | ------------------------------------------------------ | ------------------------------------------------------ | ------------------------------------------------------ | ------------------------------------------------------ |
| Nummer                                                 | 11                                                     | 4                                                      | 2                                                      | 6                                                      | 18                                                     | 18                                                     | 19                                                     | 29                                                     | 32                                                     | uit                                                    |

Nederlandse Single Top 100
| Kuma He in de Single Top 100 - binnen: 02-07-2005/Laatste notering 29-10-2005 | Kuma He in de Single Top 100 - binnen: 02-07-2005/Laatste notering 29-10-2005 | Kuma He in de Single Top 100 - binnen: 02-07-2005/Laatste notering 29-10-2005 | Kuma He in de Single Top 100 - binnen: 02-07-2005/Laatste notering 29-10-2005 | Kuma He in de Single Top 100 - binnen: 02-07-2005/Laatste notering 29-10-2005 | Kuma He in de Single Top 100 - binnen: 02-07-2005/Laatste notering 29-10-2005 | Kuma He in de Single Top 100 - binnen: 02-07-2005/Laatste notering 29-10-2005 | Kuma He in de Single Top 100 - binnen: 02-07-2005/Laatste notering 29-10-2005 | Kuma He in de Single Top 100 - binnen: 02-07-2005/Laatste notering 29-10-2005 | Kuma He in de Single Top 100 - binnen: 02-07-2005/Laatste notering 29-10-2005 | Kuma He in de Single Top 100 - binnen: 02-07-2005/Laatste notering 29-10-2005 | Kuma He in de Single Top 100 - binnen: 02-07-2005/Laatste notering 29-10-2005 | Kuma He in de Single Top 100 - binnen: 02-07-2005/Laatste notering 29-10-2005 | Kuma He in de Single Top 100 - binnen: 02-07-2005/Laatste notering 29-10-2005 | Kuma He in de Single Top 100 - binnen: 02-07-2005/Laatste notering 29-10-2005 | Kuma He in de Single Top 100 - binnen: 02-07-2005/Laatste notering 29-10-2005 | Kuma He in de Single Top 100 - binnen: 02-07-2005/Laatste notering 29-10-2005 | Kuma He in de Single Top 100 - binnen: 02-07-2005/Laatste notering 29-10-2005 | Kuma He in de Single Top 100 - binnen: 02-07-2005/Laatste notering 29-10-2005 | Kuma He in de Single Top 100 - binnen: 02-07-2005/Laatste notering 29-10-2005 |
| Week                                                                          | 1                                                                             | 2                                                                             | 3                                                                             | 4                                                                             | 5                                                                             | 6                                                                             | 7                                                                             | 8                                                                             | 9                                                                             | 10                                                                            | 11                                                                            | 12                                                                            | 13                                                                            | 14                                                                            | 15                                                                            | 16                                                                            | 17                                                                            | 18                                                                            |                                                                               |
| ----------------------------------------------------------------------------- | ----------------------------------------------------------------------------- | ----------------------------------------------------------------------------- | ----------------------------------------------------------------------------- | ----------------------------------------------------------------------------- | ----------------------------------------------------------------------------- | ----------------------------------------------------------------------------- | ----------------------------------------------------------------------------- | ----------------------------------------------------------------------------- | ----------------------------------------------------------------------------- | ----------------------------------------------------------------------------- | ----------------------------------------------------------------------------- | ----------------------------------------------------------------------------- | ----------------------------------------------------------------------------- | ----------------------------------------------------------------------------- | ----------------------------------------------------------------------------- | ----------------------------------------------------------------------------- | ----------------------------------------------------------------------------- | ----------------------------------------------------------------------------- | ----------------------------------------------------------------------------- |
| Nummer                                                                        | 5                                                                             | 1                                                                             | 1                                                                             | 1                                                                             | 1                                                                             | 4                                                                             | 3                                                                             | 8                                                                             | 11                                                                            | 11                                                                            | 14                                                                            | 15                                                                            | 22                                                                            | 30                                                                            | 58                                                                            | 48                                                                            | 58                                                                            | 76                                                                            | uit                                                                           |

| Kuma He in de Ultratop 50 - binnen: 02-07-2005/Laatste Notering 12-11-2005 | Kuma He in de Ultratop 50 - binnen: 02-07-2005/Laatste Notering 12-11-2005 | Kuma He in de Ultratop 50 - binnen: 02-07-2005/Laatste Notering 12-11-2005 | Kuma He in de Ultratop 50 - binnen: 02-07-2005/Laatste Notering 12-11-2005 | Kuma He in de Ultratop 50 - binnen: 02-07-2005/Laatste Notering 12-11-2005 | Kuma He in de Ultratop 50 - binnen: 02-07-2005/Laatste Notering 12-11-2005 | Kuma He in de Ultratop 50 - binnen: 02-07-2005/Laatste Notering 12-11-2005 | Kuma He in de Ultratop 50 - binnen: 02-07-2005/Laatste Notering 12-11-2005 | Kuma He in de Ultratop 50 - binnen: 02-07-2005/Laatste Notering 12-11-2005 | Kuma He in de Ultratop 50 - binnen: 02-07-2005/Laatste Notering 12-11-2005 | Kuma He in de Ultratop 50 - binnen: 02-07-2005/Laatste Notering 12-11-2005 | Kuma He in de Ultratop 50 - binnen: 02-07-2005/Laatste Notering 12-11-2005 | Kuma He in de Ultratop 50 - binnen: 02-07-2005/Laatste Notering 12-11-2005 | Kuma He in de Ultratop 50 - binnen: 02-07-2005/Laatste Notering 12-11-2005 | Kuma He in de Ultratop 50 - binnen: 02-07-2005/Laatste Notering 12-11-2005 | Kuma He in de Ultratop 50 - binnen: 02-07-2005/Laatste Notering 12-11-2005 | Kuma He in de Ultratop 50 - binnen: 02-07-2005/Laatste Notering 12-11-2005 | Kuma He in de Ultratop 50 - binnen: 02-07-2005/Laatste Notering 12-11-2005 | Kuma He in de Ultratop 50 - binnen: 02-07-2005/Laatste Notering 12-11-2005 | Kuma He in de Ultratop 50 - binnen: 02-07-2005/Laatste Notering 12-11-2005 | Kuma He in de Ultratop 50 - binnen: 02-07-2005/Laatste Notering 12-11-2005 | Kuma He in de Ultratop 50 - binnen: 02-07-2005/Laatste Notering 12-11-2005 |
| Week                                                                       | 1                                                                          | 2                                                                          | 3                                                                          | 4                                                                          | 5                                                                          | 6                                                                          | 7                                                                          | 8                                                                          | 9                                                                          | 10                                                                         | 11                                                                         | 12                                                                         | 13                                                                         | 14                                                                         | 15                                                                         | 16                                                                         | 17                                                                         | 18                                                                         | 19                                                                         | 20                                                                         |                                                                            |
| -------------------------------------------------------------------------- | -------------------------------------------------------------------------- | -------------------------------------------------------------------------- | -------------------------------------------------------------------------- | -------------------------------------------------------------------------- | -------------------------------------------------------------------------- | -------------------------------------------------------------------------- | -------------------------------------------------------------------------- | -------------------------------------------------------------------------- | -------------------------------------------------------------------------- | -------------------------------------------------------------------------- | -------------------------------------------------------------------------- | -------------------------------------------------------------------------- | -------------------------------------------------------------------------- | -------------------------------------------------------------------------- | -------------------------------------------------------------------------- | -------------------------------------------------------------------------- | -------------------------------------------------------------------------- | -------------------------------------------------------------------------- | -------------------------------------------------------------------------- | -------------------------------------------------------------------------- | -------------------------------------------------------------------------- |
| Nummer                                                                     | 49                                                                         | 9                                                                          | 4                                                                          | 4                                                                          | 3                                                                          | 2                                                                          | 2                                                                          | 3                                                                          | 4                                                                          | 3                                                                          | 2                                                                          | 3                                                                          | 3                                                                          | 4                                                                          | 6                                                                          | 10                                                                         | 16                                                                         | 22                                                                         | 32                                                                         | 45                                                                         | uit                                                                        |